# Dentinalia latifascia
Dentinalia latifascia är en fjärilsart som beskrevs av Frederick H. Rindge 1973. Dentinalia latifascia ingår i släktet Dentinalia och familjen mätare. Inga underarter finns listade i Catalogue of Life.